# Доминика на Летњим олимпијским играма 2000.
Доминика на Летњим олимпијским играма учествовала други пут. На Олимпијским играма 2000., у Сиднеју, у Аустралији учествовала са четворо спортиста (2 мушкарца и 2 жене), који су се такмичили у две индивидуална спорта.
Заставу Доминике на свечаном отварању носила је атлетичарка Марша Данијел.
И после ових олимпијских игара спортисти Доминике нису освојили ниједну олимпијску медаљу.

## Учесници по дисциплинама
| Спорт     | Мушкарци | Жене | Укупно |
| --------- | -------- | ---- | ------ |
| Атлетика  | 1        | 1    | 2      |
| Пливање   | 1        | 1    | 2      |
| Укупно(2) | 2        | 2    | 4      |

## Резултати по дисциплинама

### Атлетика

#### Мушкарци
| Атлетичар    | Дисциплина | Лични рекорд | Предтакмичење | Предтакмичење | Група            | Група            | Полуфинале       | Полуфинале       | Финале           | Финале       | Детаљи |
| Атлетичар    | Дисциплина | Лични рекорд | Резултат      | Место         | Резултат         | Место            | Резултат         | Место            | Резултат         | Место        | Детаљи |
| ------------ | ---------- | ------------ | ------------- | ------------- | ---------------- | ---------------- | ---------------- | ---------------- | ---------------- | ------------ | ------ |
| Шервин Џејмс | 200 м      | 20,94        | 22,40         | 8. у гр. 7    | Није се пласирао | Није се пласирао | Није се пласирао | Није се пласирао | Није се пласирао | 64 / 66 (69) |        |

#### Жене
| Атлетичар     | Дисциплина | Лични рекорд | Предтакмичење | Предтакмичење | Група             | Група             | Полуфинале        | Полуфинале        | Финале            | Финале       | Детаљи |
| Атлетичар     | Дисциплина | Лични рекорд | Резултат      | Место         | Резултат          | Место             | Резултат          | Место             | Резултат          | Место        | Детаљи |
| ------------- | ---------- | ------------ | ------------- | ------------- | ----------------- | ----------------- | ----------------- | ----------------- | ----------------- | ------------ | ------ |
| Марша Данијел | 400 м      |              | 58,20 ЛР      | 7. у гр. 6    | Није се пласирала | Није се пласирала | Није се пласирала | Није се пласирала | Није се пласирала | 52 / 55 (57) |        |

## Пливање

### Мушкарци
| Пливач       | Дисциплина    | Група | Група      | Полуфинале       | Полуфинале       | Финале           | Финале       | Детаљи |
| Пливач       | Дисциплина    | Време | Пласман    | Време            | Пласман          | Време            | Пласман      | Детаљи |
| ------------ | ------------- | ----- | ---------- | ---------------- | ---------------- | ---------------- | ------------ | ------ |
| Кенет Марони | 50 м слободно | 26,65 | 6. у гр. 2 | Није се пласирао | Није се пласирао | Није се пласирао | 67 / 75 (80) |        |

### Жене
| Пливач        | Дисциплина    | Група | Група      | Полуфинале        | Полуфинале        | Финале            | Финале  | Детаљи |
| Пливач        | Дисциплина    | Време | Пласман    | Време             | Пласман           | Време             | Пласман | Детаљи |
| ------------- | ------------- | ----- | ---------- | ----------------- | ----------------- | ----------------- | ------- | ------ |
| Франсила Агар | 50 м слободно | 32,22 | 8. у гр. 3 | Није се пласирала | Није се пласирала | Није се пласирала | 68 / 74 |        |